# 波多野里奈
波多野 里奈（はたの りな、1973年2月15日 - ）は、日本のフリーアナウンサー、著述家、ファイナンシャル・プランナー。

## 人物
1973年、東京都港区生まれ。聖心女子学院高等科、明治大学文学部卒業。
大学在学中の1996年、第40代「ミス東京」に選出された。翌年の大学卒業後には青森朝日放送（ABA）にアナウンサーとして入社し、2001年まで務めた。
同局退職後にはフリーランスとなり、経済番組などへの出演や講演、執筆などを行っている。
2006年5月には、株式会社ファイナンシャルアナウンサーを東京都港区に設立。

### 政治活動
2010年7月11日の第22回参議院議員通常選挙の候補者として民主党から公認を受け、同年3月には再び青森市に転入した。同年6月24日に参議院議員選挙が公示されると、正式に立候補し、22万2875票獲得したものの、自由民主党公認の山崎力に敗れ、次点で落選。
2012年12月16日の第46回衆議院議員総選挙に民主党公認で青森1区から出馬。自民党の津島淳に敗北し、比例復活もならず落選。
2013年7月21日の第23回参議院議員通常選挙に青森県選挙区からみんなの党公認で出馬するも、落選。
2017年、若狭勝が主催する政治塾「輝照塾」に参加。同年の第48回衆議院議員総選挙では、希望の党から千葉7区に出馬するも、落選。

### 私生活
2008年頃に会社員の男性と結婚、翌2009年に男児を出産した。2010年の参議院選挙に波多野が青森県選挙区から立候補する際には、夫も青森県青森市へ転勤し、青森市内に家族で転居した。

## 主な出演番組

### 過去の出演番組
- スーパーJチャンネルABA[5]（青森朝日放送）
- アルベナ情報局（上同）
- 八波一起のTVイーハトーブ（東日本放送）
- ワイド!スクランブル（テレビ朝日）
- ジャスト（TBS）
- テレビ広報ちょうふ（調布ケーブルテレビジョン(現J:COM 調布・世田谷)）
- 藤野洵 おもしろ経済情報（ラジオ日本）
- かながわウォーク （TVK）
- 浅尾慶一郎のさわやかトークカフェ(ラジオ日本）
- ふくちゃん・りなの不動産投資学校 （ラジオ日本、2007年4月-9月）
- ハッピー相続のすすめ（ラジオ日本）
- 生活応援ラジオ（ラジオ日本）